# Les Plans (Gard)
Plans – miejscowość i gmina we Francji, w regionie Oksytania, w departamencie Gard.
Według danych na rok 1990 gminę zamieszkiwało 138 osób, a gęstość zaludnienia wynosiła 22 osoby/km² (wśród 1545 gmin Langwedocji-Roussillon Plans plasuje się na 765. miejscu pod względem liczby ludności, natomiast pod względem powierzchni na miejscu 948.).